# آستا لینهاس آئرئاس
آستا لینهاس آئرئاس (به انگلیسی: ASTA Linhas Aéreas) یک شرکت هواپیمایی است که در ۲۰۰۹ میلادی تأسیس شده‌است. دفتر مرکزی آستا لینهاس آئرئاس در کویابا، برزیل واقع شده‌است و قطب این شرکت هواپیمایی در فرودگاه بین‌المللی مارشال روندو قرار دارد و به ۷ مقصد، پرواز انجام می‌دهد.